# Chierici regolari Ministri degli Infermi

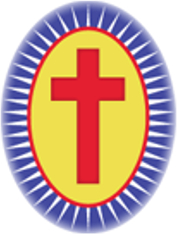
Lo stemma dell'ordine: una croce rossa in campo oro

I chierici regolari Ministri degli Infermi, detti camilliani (in latino ordo clericorum regularium Ministrantium Infirmis; sigla M.I.) sono un istituto religioso maschile di diritto pontificio..
Le origini dell'ordine di chierici regolari risalgono alla compagnia dei servi degli infermi istituita nel 1582 da san Camillo de Lellis per l'assistenza agli ammalati nell'Ospedale di San Giacomo degli Incurabili a Roma; fu approvato come congregazione da papa Sisto V con breve del 18 marzo 1586 ed elevato a ordine di voti solenni da papa Gregorio XIV con bolla del 21 settembre 1591.
Oltre ai tre voti comuni a tutti i religiosi, i camilliani emettono quello di assistenza agli infermi, ancorché appestati, anche con pericolo della vita.
L'elemento distintivo del loro abito è una croce di panno rosso cucita sul lato destro della tonaca, all'altezza del petto.

## Storia

### Il fondatore

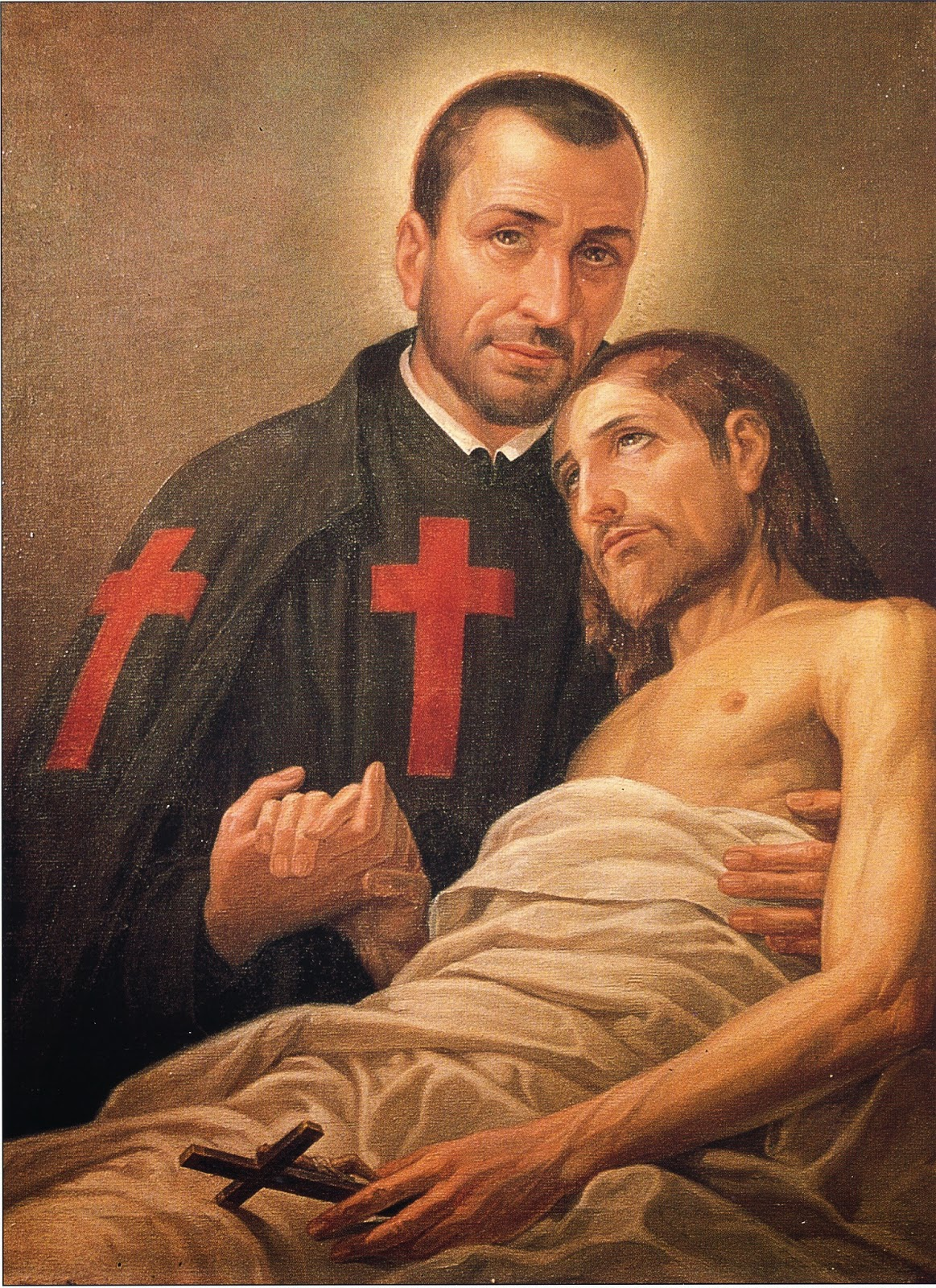
Camillo de Lellis, fondatore dell'ordine, in un'immagine votiva

L'ordine venne fondato da Camillo de Lellis (1550-1614): originario dell'Abruzzo, aveva intrapreso la carriera militare seguendo le orme del padre, ma una piaga al piede lo costrinse a trascorrere un lungo periodo presso l'ospedale di San Giacomo degli Incurabili a Roma; giudicato guarito, tornò alla sua professione. Dopo essere stato congedato venne assunto come inserviente dai frati cappuccini di Manfredonia, presso i quali maturò la sua vocazione religiosa e iniziò il noviziato.
La riapertura della sua antica ferita lo costrinse a far ritorno all'ospedale di San Giacomo: durante questo soggiorno a Roma, conobbe Filippo Neri, che pure lavorava al San Giacomo, e si pose sotto la sua guida spirituale. Dopo quattro anni riprese il noviziato presso i cappuccini di Tagliacozzo, ma la sua piaga lo costrinse a far ritorno a Roma dove maturò definitivamente la sua vocazione al servizio degli ammalati.

### La nascita dei Ministri degli Infermi

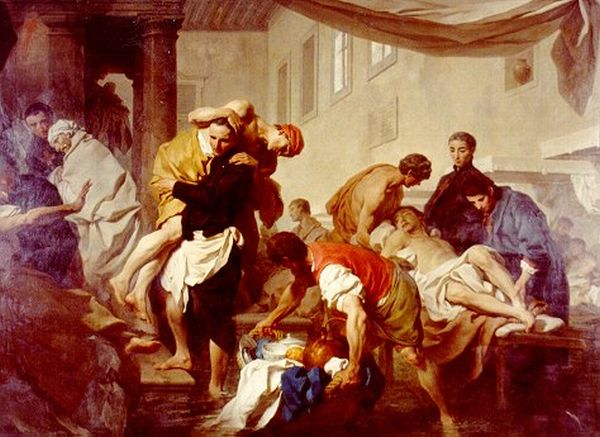
San Camillo salva dal Tevere gli ammalati del Santo Spirito: dipinto di Pierre Subleyras

Camillo venne nominato maestro di casa dell'ospedale San Giacomo, con l'incarico di amministrare l'ospedale e dirigerne il personale. Il 15 agosto 1582, osservando gli infermieri al lavoro, ebbe la prima intuizione di istituire una compagnia di uomini "pii e da bene" che lavorassero al servizio dei pazienti non per la retribuzione, ma "volontariamente e per amor d'Iddio ... con quella charità et amorevolezza che sogliono far le madri verso i lor proprii figliuoli infermi".
A Camillo si unirono cinque dipendenti dell'ospedale (Ludovico Altobelli, Curzio Lodi, Bernardino Norcino, Francesco Profeta e Benigno Sauri) e insieme si riunivano in preghiera in una stanzetta adibita a oratorio. Camillo riprese, con notevole difficoltà (non aveva una solida base di studi classici), gli studi teologici al Collegio Romano e il 26 maggio 1584 venne ordinato sacerdote.
A causa di incomprensioni con i guardiani dell'ospedale, Camillo e i compagni (detti in origine "servi degli infermi") lasciarono San Giacomo e si stabilirono nella chiesa della Madonna dei Miracoli al Lungotevere. L'8 settembre 1584 il fondatore rivestì dell'abito clericale Bernardino Norcino e Curzio Lodi e la compagnia iniziò a prestare servizio presso l'ospedale di Santo Spirito in Sassia.
Nel febbraio 1585 i Servi degli Infermi lasciarono anche la chiesa della Madonna dei Miracoli e si trasferirono in via delle Botteghe Oscure, dove trovarono alloggio in alcuni locali dietro l'attuale chiesa di Santo Stanislao dei Polacchi.
Per chiedere il riconoscimento ecclesiastico della sua comunità, Camillo si rivolse al cardinale Vincenzo Laureo: la compagnia dei "ministri degli infermi" venne approvata il 18 marzo 1586 con breve Ex omnibus di papa Sisto V. Il breve autorizzò i membri a vivere in comune, osservando i consigli evangelici di povertà, obbedienza e castità ma senza emettere voti, a eleggersi un superiore (da scegliere tra i sacerdoti) con mandato triennale e la facoltà di esercitare il loro ministero in qualsiasi ospedale di Roma e a domicilio.
Con breve Cum Nos nuper del 26 giugno 1586 i ministri degli infermi vennero anche autorizzati a portare una croce di panno tané (castano rossiccio) cucita sul lato destro della veste, che divenne l'elemento distintivo del loro abito.
Divenuta inadeguata la casa in via delle Botteghe Oscure, il 24 dicembre 1586 la compagnia si trasferì presso la chiesa di Santa Maria Maddalena in Campo Marzio, ottenuta dalla confraternita del Gonfalone.

### L'elevazione a ordine regolare

La chiesa di Santa Maria Maddalena a Roma, sede della curia generale dell'ordine

I ministri degli infermi crebbero rapidamente di numero e la loro fama superò i confini degli Stati della Chiesa: nel 1588 il viceré di Napoli li chiamò ad assistere i soldati spagnoli malati di tifo petecchiale posti in quarantena a Pozzuoli e nel 1589 il cardinale Gabriele Paleotti li invitò a fondare una casa a Bologna.
Avendo Camillo difficoltà a reclutare sacerdoti e a inviarli fuori Roma, Paleotti gli suggerì di far elevare la sua congregazione a ordine di voti solenni. Camillo, insieme a Francesco Profeta e a Biagio Oppertis, preparò delle regole e le sottopose all'esame della Congregazione dei riti che, non senza contrasti, diede il suo parere favorevole.
La morte di papa Sisto V ritardò notevolmente le procedure; fu il nuovo papa Gregorio XIV a elevare la compagnia a ordine con la bolla Illius qui pro gregis, promulgata il 21 settembre 1591.
Il 7 dicembre 1591 il fondatore, nonostante avesse espresso il desiderio di continuare a dedicarsi esclusivamente al servizio dei malati, venne eletto all'unanimità prefetto generale dell'ordine; il giorno successivo, nella chiesa della Maddalena, Camillo emise la sua solenne professione dei voti nelle mani di Paolo Albero, vescovo di Ragusa e delegato di papa Innocenzo IX, e poi accolse personalmente la professione di altri venticinque aspiranti.
I ministri degli infermi aggiunsero un quarto voto solenne ai tre comuni a tutti gli ordini (povertà, obbedienza e castità), quello di assistenza agli infermi, ancorché appestati, anche con pericolo della vita.
Con breve Cum sicut accepimus del 22 febbraio 1592 papa Clemente VIII nominò protettore dei ministri degli infermi il cardinale Vincenzo Laureo.

### L'espansione dell'ordine
Le prime filiali dell'ordine (che all'epoca del riconoscimento papale contava solo due case, a Roma e a Napoli) vennero aperte a Milano (presso la Ca' Granda) e Genova (al "Pammatone"); Clemente VIII invitò i camilliani a curare anche i feriti in battaglia direttamente sul campo e nel 1596 li inviò a Strigonio, in Ungheria, ad assistere le truppe di suo nipote, il principe Gian Francesco Aldobrandini, impegnate contro i turchi.
Con la bolla Superna dispositione, firmata da papa Clemente VIII il 29 dicembre 1600, venne ulteriormente determinata la struttura giuridica dell'ordine e si mise fine a un periodo di tensione tra i membri sul modo di intendere il servizio negli ospedali.
I camilliani intervennero ad assistere la popolazione in occasioni delle grandi pestilenze che colpirono l'Italia nel XVII secolo: particolarmente significativa fu la loro opera presso il lazzaretto di Santa Lucia a Palermo durante l'epidemia del 1624; doveva appartenere all'ordine anche il "buon frate" citato da Alessandro Manzoni nel capitolo XXXI dei promessi sposi, quello che assistette il soldato che aveva introdotto la malattia a Milano (doveva trattarsi di fratel Giulio Cesare Terzago).
Alla morte del fondatore (1614), l'ordine contava quindici case: Roma, Napoli, Milano, Genova, Bologna, Firenze, Ferrara, Messina, Palermo, Mantova, Viterbo, Bucchianico, Chieti, Borgonovo Val Tidone e Caltagirone; i religiosi professi erano 242, di cui 88 sacerdoti, e i novizi oltre 80.
Benché già nel 1600 i camilliani fossero stati invitati a Madrid e il cardinale François de Joyeuse avesse richiesto la loro presenza a Tolosa, le prime case all'estero vennero aperte in Spagna solo a metà del XVII secolo (nel 1693 venne anche eretta una provincia spagnola dell'ordine); seguirono fondazioni in Portogallo e America Latina (dapprima a Lima, poi in Bolivia, Ecuador, Colombia e Messico). Alcuni camilliani si impegnarono anche nei movimenti indipendentisti degli stati americani (i religiosi Gaspar Hernández e Camilo Henríquez sono tra i "padri della patria", rispettivamente, di Repubblica Dominicana e Cile).

### Decadenza e rinascita
Alla fine del XVIII secolo iniziò un periodo di crisi per l'ordine: nel 1783 papa Pio VI, a istanza del sovrano, rese indipendenti le case portoghesi e, poco dopo, anche l'imperatore Giuseppe II ottenne l'autonomia per le case nei suoi domini in Lombardia; nel 1788 si resero indipendenti le case dei regni di Napoli e Sicilia e nel 1793 quelle della provincia spagnola da cui dipendeva la viceprovincia americana. Le uniche comunità superstiti furono quelle nello Stato della Chiesa, che vennero comunque colpite dalle soppressioni napoleoniche e dalle leggi eversive del regno d'Italia.
Negli anni a cavallo tra il XIX e il XX secolo l'ordine tornò a espandersi in Europa e America: nel 1946 venne fondata una missione nello Yunnan, ma con l'avvento al potere di Mao Tse-tung i religiosi dovettero trasferirsi in Thailandia e nelle isole di Formosa e Pescadores.

## Le camilliane
Nel corso degli anni dal carisma di san Camillo sono nate numerose congregazioni femminili che si sono legate, a vario titolo, all'ordine dei ministri degli infermi.
Nel 1842 la consulta generale decretò l'aggregazione all'ordine di una comunità di suore infermiere sorta a Lucca a opera di Maria Domenica Brun Barbantini: le religiose presero il nome di suore ministre degli infermi di San Camillo. Nel 1892 Giuseppina Vannini, sotto la guida del camilliano Luigi Tezza, diede inizio alla congregazione delle figlie di San Camillo. Da una comunità di consorelle che prestava servizio presso il sanatorio Forlanini a Roma sotto la direzione del camilliano Primo Fiocchi, ebbero origine le suore ancelle dell'Incarnazione di Chieti.
Nel 1936 venne fondato anche un istituto secolare femminile, quello delle missionarie degli infermi "Cristo Speranza", approvato dalla Santa Sede il 15 luglio 1953.

## Attività e diffusione
I camilliani si dedicano all'assistenza spirituale e temporale agli infermi.
La spiritualità dell'ordine è quella della carità misericordiosa verso i sofferenti: il modello dei camilliani è il Cristo "pio samaritano" che "passò beneficando e risanando tutti coloro che stavano sotto il potere del diavolo" e "andava attorno per tutte le città e i villaggi [...] predicando il vangelo del regno e curando ogni malattia e infermità".
L'abito dei camilliani è costituito da una tunica con una croce latina in tessuto rosso cucita sul petto: nel 1975 si è consentito ai religiosi di indossare le vesti del clero secolare locale, ma con l'obbligo di portare una croce rossa come distintivo.
I ministri degli infermi sono presenti in Europa (Austria, Francia, Germania, Irlanda, Italia, Paesi Bassi, Polonia, Regno Unito, Spagna, Ungheria), nelle Americhe (Argentina, Bolivia, Brasile, Cile, Colombia, Ecuador, Haiti, Messico, Perù, Stati Uniti d'America), in Africa (Benin, Burkina Faso, Kenya, Madagascar, Tanzania, Togo, Uganda), in Asia (Armenia, Filippine, Georgia, India, Taiwan, Thailandia, Vietnam) e in Australia.
La sede generalizia dell'ordine è presso la chiesa di Santa Maria Maddalena, in piazza della Maddalena a Roma.
Al 31 dicembre 2008 l'ordine contava 167 case e 1.111 religiosi, 665 dei quali sacerdoti.